# Iglesia de San Sarkis (Tiflis)
La iglesia de San Sarkis ( en armenio:Սուրբ Սարգիս եկեղեցի) es una iglesia armenia en el distrito Harpukh Sulfuric Baths de Vieja Tiflis. La iglesia estaba ubicada en la calle San Sarkis de donde obtuvo su nombre. Fue destruida por Lavrentiy Beria en la década de 1930.

## Historia
La construcción comenzó en 1737 por Ter-Sukias, el arcipreste de la iglesia de Norashen. Los católicos armenios con Simmeon Yerevantsi (1763-1782) enlistan a fondo las iglesias armenias de Tiflis: «hay una iglesia más en la fortaleza, llamada Catedral, originalmente pertenecía al Trono Santo, pero ahora la fortaleza está en ser asentada por musulmanes que ocupan la iglesia también. Desde entonces, la iglesia está vacía, está privada de la parroquia, incluso el hecho de pertenecer al Santo Trono está siendo olvidado».
En 1795, las fuerzas de Agha Mohammad Khan ingresan a la ciudad y destruyen completamente el distrito de Baños Sulfúricos.
Después de entrar en el imperio ruso, Tiflis se convirtió en centro gubernamental y comenzó a desarrollarse rápidamente. En 1831, Manuel Kyumushkhanetsi, de la Península de Crimea, fue nombrado el arcipreste de la iglesia y comenzó la reconstrucción y restauración completada en poco tiempo, ingresando en la lista de las iglesias armenias en funcionamiento.
La iglesia de San Sarkis celebró la fiesta de San Sarkis el día después de que los Arachavorats  que se presentan generalmente en enero o febrero. En esos días sonaban las campanas de las iglesias, se celebraba la liturgia y la iglesia estaba especialmente llena de gente. Los jóvenes en pareja o solos venían en busca de una bendición. La iglesia de San Sarkis, como toda la comunidad armenia de Tiflis, estaba en aumento. El edificio era alto, ricamente decorado desde adentro con delicados frescos. Había una escuela parroquial al lado. En 1910, Tirayr Ter-Hovhannisyan, famoso hombre de la iglesia armenia, poeta, filólogo y traductor fue vicario de allí.

## Destrucción
La iglesia de San Sarkis fue destruida en 1937-1938 por orden de Lavrentiy Beria junto con otras once iglesias armenias en Tiflis. Primero se destruyeron las cúpulas, luego se usó la dinamita para la destrucción del muro, pero la iglesia no se destruyó completamente y la parte inferior se mantuvo, que luego se reconstruyó como un edificio residencial. Durante la destrucción dos trabajadores fallecieron.
La escuela parroquial se mudó a una nueva dirección. Su edificio fue posteriormente utilizado como clínica prenatal.